# Klub Babel
Klub Babel – Klub Studentów i Młodej Inteligencji „Babel” działał od kwietnia 1966 do kwietnia 1968 roku. Był afiliowany przy warszawskim oddziale Towarzystwa Społeczno-Kulturalnego Żydów w Polsce (TSKŻ). Jego siedziba mieściła się przy ul. Nowogrodzkiej 5.
Jego cele można określić jako edukacyjno-kulturalne. Odbywały się tam wykłady z historii Żydów, nauka języka jidysz, spotkania z postaciami ze świata kultury, sztuki, polityki czy gospodarki, organizowano również wycieczki i obozy studenckie. Działały sekcje artystyczne: poetycka, teatralna i muzyczna. Według danych MSW klub skupiał od 260 do 280 osób. Większość należała jednocześnie do TSKŻ. Około 20 procent członków klubu stanowili Polacy niemający żydowskich korzeni. Jak wskazuje Paweł Tomasik, działalność klubu kontrolowały Służby Bezpieczeństwa – oficjalnie (dzięki przekazywanym przez TSKŻ dokumentom i sprawozdaniom) oraz nieoficjalnie (poprzez informacje pozyskane od tajnych współpracowników). Najsłynniejsze spotkanie w klubie odbyło się 7 czerwca 1967 roku – w dwa dni po wybuchu wojny na Bliskim Wschodzie. Gościem Klubu był redaktor naczelny Polityki Mieczysław Rakowski, który miał mówić o rozbieżnościach w ruchu komunistycznym. Dyskusja w której zabierali głos m.in. Henryk Szlajfer, Natan Tanenbaum, Józef Dajczgewand i wielu innych odnosiła się jednak do aktualnej sytuacji. Po tym spotkaniu klub był szczególnie inwigilowany.
Publicznie o klubie Babel zrobiło się głośno w marcu 1968 roku. W trakcie kampanii antysemickiej na łamach prasy ukazał się szereg artykułów poświęconych m.in. Józefowi Dajczgewandowi, Aleksandrowi Smolarowi i Henrykowi Szlajferowi. Publicysta Ryszard Gontarz (wcześniej m.in. funkcjonariusz SB) w agresywnym paszkwilu Prawda o klubie „Babel” opublikowanym w „Sztandarze Młodych” zarzucał klubowiczom proizraelskie sympatie. W innych tekstach prasowych zwłaszcza w prasie związanej ze stowarzyszeniem PAX oraz rozmaitych ulotkach jawnie i w sposób pejoratywny odwoływano się do żydowskiego pochodzenia studentów, oprócz wichrzycielstwa zarzucano im przynależność do „syjonistycznego spisku”. Jednocześnie uznawano „Babel” za miejsce indoktrynacji i kształtowania buntowników i „rewizjonistów” nielojalnych wobec Polski.

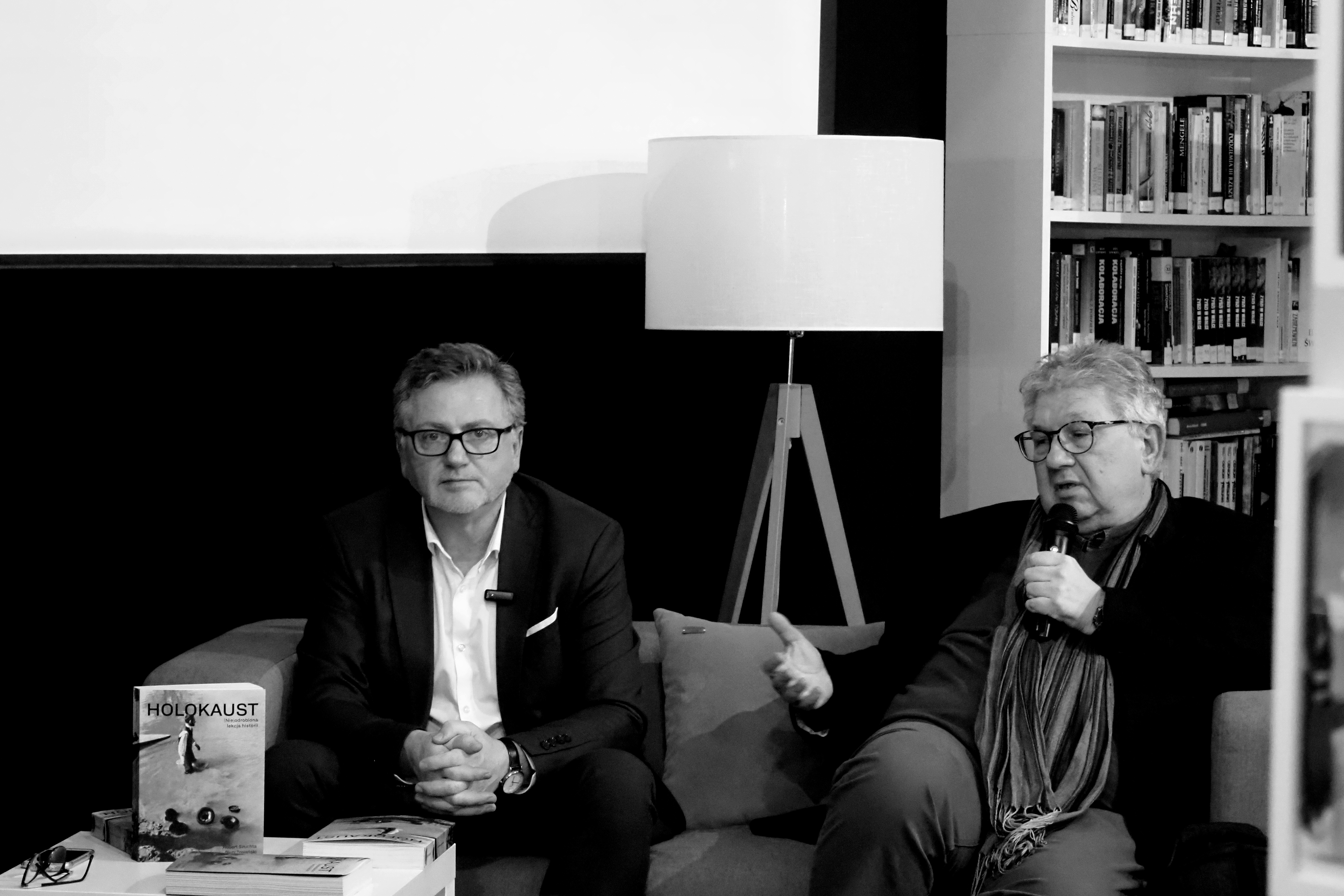
Spotkanie z autorami podręcznika „Holokaust. (Nie)odrobione lekcja historii” – Piotrem Trojańskim (od lewej) i Robertem Szuchtą (od prawej) w Klubokawiarni Babel, w dniu 8 lutego 2024

Dnia 12 kwietnia 1968 r. na polecenie Urzędu Spraw Wewnętrznych Zarząd Główny TSKŻ został zobligowany do zamknięcia klubu. Powodem decyzji było rzekome zagrożenie dla bezpieczeństwa i porządku publicznego. Dzień później klub „Babel” zakończył swoją działalność.
W 2017 r. reaktywowano klubokawiarnię „Babel”. Obecna siedziba znajduje się przy ul. Próżnej 5.